# Ignacio Ramonet
Ignacio Ramonet (* 5. května 1943, Redondela) je španělský spisovatel a novinář.
V letech 1991-2008 byl šéfredaktorem revue Le Monde diplomatique. Založil nevládní organizaci Media Watch Global. Má blízko k sociálnědemokratickému politickému proudu a keynesiánství, je znám svým bojem za zavedení Tobinovy daně, k čemuž založil i nevládní organizaci Attac (Association for the Taxation of Financial Transactions and for Citizens' Action). Je autorizovaným životopiscem kubánského vůdce Fidela Castra. Publikuje ve španělštině a francouzštině.

### České překlady
- Tyranie médií, Praha, Mladá fronta 2003.
- Fidel Castro. Životopis pro dva hlasy, Praha, Volvox globator 2009.